# Kevin Tataryn
Kevin Tataryn (9 de junio de 1985) es un deportista canadiense que compitió en tiro con arco, en la modalidad de arco compuesto. Ganó dos medallas en el Campeonato Mundial de Tiro con Arco al Aire Libre, bronce en 2003 y plata en 2015.

## Palmarés internacional
| Campeonato Mundial al Aire Libre | Campeonato Mundial al Aire Libre | Campeonato Mundial al Aire Libre | Campeonato Mundial al Aire Libre |
| Año                              | Lugar                            | Medalla                          | Prueba                           |
| -------------------------------- | -------------------------------- | -------------------------------- | -------------------------------- |
| 2003                             | Nueva York (Estados Unidos)      | Medalla de bronce                | Equipo                           |
| 2015                             | Copenhague (Dinamarca)           | Medalla de plata                 | Equipo                           |